# Aéroport de Ratmalana
L'aéroport Ratmalana (code IATA : RML • code OACI : VCCC), est le premier aéroport international du Sri Lanka. L'aéroport de Colombo Ratmalana fut le seul aéroport international du Sri Lanka jusqu'à l'inauguration de Bandaranaike, Katunayake en 1967. C'est un aéroport civil. Il y a 11 lignes aériennes domestiques basé à Ratmalana. L'aérodrome est également utilisé pour former tous les étudiants de l'aviation au Sri Lanka depuis les années 1960.
Ratmalana a été déclarée ouverte pour les petits vols commerciaux internationaux. L'aéroport est disponible pour les opérations de jet à partir d'août 2012.

## Situation
| \| 100 km1:7 597 000 \| Colombo · Bandaranaike Colombo · Ratmalana Hambantota Ampara Anuradhapura Batticaloa Sigiriya Galle Jaffna Katukurunda Iranamadu Trincomalee Vavuniya |
| 100 km1:7 597 000 |

## Compagnies aériennes et destinations
| Compagnies          | Destinations |
| ------------------- | --- |
| Air Senok           | Charter : Anurâdhapura (en), Batticaloa (en), Trincomalee-China Bay (en), Hambantota-Mattala, Jaffna, Koggala, Sigiriya (en)                |
| FitsAir             | Charter : Anurâdhapura (en), Batticaloa (en), Trincomalee-China Bay (en), Hambantota-Mattala, Jaffna, Koggala, Sigiriya (en), Vavuniya (en) |
| Helitours           | Hambantota-Mattala, Jaffna, Trincomalee-China Bay (en) Charter : Anurâdhapura (en), Batticaloa (en), Koggala, Sigiriya (en), Vavuniya (en)  |
| Maldivian           | Malé Velana |
| Millennium Airlines | Charter : Anurâdhapura (en), Jaffna, Koggala, Sigiriya (en), Trincomalee-China Bay (en)                                                     |

Édité le 27/07/2017